# Dominion delle Figi
Il Dominion delle Fiji fu uno Stato esistito tra l'ottobre 1970 e l'ottobre 1987, predecessore della moderna Repubblica di Fiji. In precedenza una colonia del Regno Unito, l'arcipelago delle Fiji ottenne l'indipendenza il 10 ottobre 1970 come dominion, mantenendo la regina Elisabetta II del Regno Unito come proprio capo di stato rappresentata in loco da un Governatore Generale. Le Fiji passarono poi a un regime repubblicano il 6 ottobre 1987 dopo il succedersi di due colpi di stato militari.